# Saint-Maurice-en-Chalencon
Saint-Maurice-en-Chalencon település Franciaországban, Ardèche megyében. Lakosainak száma 200 fő (2022. január 1.). Saint-Maurice-en-Chalencon Chalencon, Gluiras, Saint-Michel-de-Chabrillanoux, Saint-Sauveur-de-Montagut és Silhac községekkel határos.

## Népesség
A település népessége az elmúlt években az alábbi módon változott:
| Lakosok száma | 268  | 163  | 161  | 174  | 208  | 214  | 220  | 208  | 200  | 200  |
|               | 1968 | 1982 | 1990 | 2006 | 2013 | 2015 | 2017 | 2019 | 2020 | 2022 |